# 688-as busz
A 688-as jelzésű elővárosi autóbusz Budapest, Csepel, Szent Imre tér és Halásztelek, Somogyi Béla utca között közlekedik. A vonal alapjárata, a 690-es busz Budapest, Csepel, Szent Imre tér és Szigethalom, autóbusz-állomás között jár. A vonalon Budapest közigazgatási határán belül igénybe vehető a Budapest-Bérlet. A viszonylatot a MÁV Személyszállítási Zrt. üzemelteti.

## Története
Korábban 2615-ös számú helyi Halásztelki gyorsjáratként közlekedett. 2007. december 9-től ez a vonal is megkapta – a 800-as járatok után – a háromjegyű számozást. 2017. április 3-ától megáll a Halásztelek, Akácos utca megállóhelyen és minden Halásztelek felé közlekedő menet a Kossuth Lajos utcáig jár, visszafele pedig korábbi útvonalán közlekedik: a Somogyi Béla utcától indul Budapest felé.

## Járművek
A 688-as járatra a Volánbusz szigethalmi telephelye ad ki buszokat.

## Megállóhelyei
| 0                             | ∫  | Budapest, Csepel, Szent Imre tér (induló végállomás Halásztelek felé)  |                                                                                          |
| 2                             | ∫  | Budapest, Szent Imre tér HÉV-állomás                                   | 35, 36, 38, 38A, 71, 138, 148, 151, 152, 159, 179, 238, 278 673, 674, 675, 676, 690      |
| 3                             | ∫  | Budapest, Karácsony Sándor utca                                        | 36, 38, 38A, 71, 138, 148, 159, 179, 238, 278 672, 673, 674, 675, 676, 690               |
| 5                             | ∫  | Budapest, Csepel, HÉV-állomás                                          | 38, 38A, 138, 238, 278 672, 673, 674, 675, 676, 690                                      |
| 9                             | ∫  | Budapest, Tejút utca                                                   | 38, 38A, 138, 238, 278 672, 673, 674, 675, 676, 690                                      |
| Budapest közigazgatási határa |    |                                                                        |                                                                                          |
| 17                            | ∫  | Szigetszentmiklós, Áruházi bekötőút                                    | 38A, 138, 279, 279B, 280, 280B 689, 690, 691                                             |
| 22                            | ∫  | Halásztelek, Akácos utca                                               | 690                                                                                      |
| 23                            | ∫  | Halásztelek, Ady Endre utca                                            | 690                                                                                      |
| 24                            | ∫  | Halásztelek, Kisgyár utca                                              | 672, 690                                                                                 |
| 25                            | 0  | Halásztelek, Somogyi Béla utca (induló végállomás Csepel felé)         |                                                                                          |
| 26                            | 1  | Halásztelek, Béke utca                                                 |                                                                                          |
| 27                            | 2  | Halásztelek, Dózsa György utca 56.                                     |                                                                                          |
| 29                            | 4  | Halásztelek, Kossuth Lajos utca (érkező végállomás Csepel felől)       | 672, 690                                                                                 |
| ∫                             | 5  | Halásztelek, Kisgyár utca                                              | 690                                                                                      |
| ∫                             | 6  | Halásztelek, Ady Endre utca                                            | 690                                                                                      |
| ∫                             | 8  | Halásztelek, Akácos utca                                               | 690                                                                                      |
| ∫                             | 13 | Szigetszentmiklós, Áruházi bekötőút                                    | 38A, 138, 279, 279B, 280, 280B 689, 690, 691                                             |
| Budapest közigazgatási határa |    |                                                                        |                                                                                          |
| ∫                             | 20 | Budapest, Tejút utca                                                   | 38, 38A, 138, 238, 278 672, 673, 674, 675, 676, 690                                      |
| ∫                             | 24 | Budapest, Csepel, HÉV-állomás                                          | 38, 38A, 138, 238, 278 672, 673, 674, 675, 676, 690                                      |
| ∫                             | 26 | Budapest, Karácsony Sándor utca                                        | 36, 38, 38A, 138, 148, 152, 159, 179, 238, 278 672, 673, 674, 675, 676, 690              |
| ∫                             | 28 | Budapest, Szent Imre tér HÉV-állomás                                   | 35, 36, 38, 38A, 71, 138, 148, 151, 152, 159, 179, 238, 278 672, 673, 674, 675, 676, 690 |
| ∫                             | 29 | Budapest, Kiss János altábornagy utca                                  | 38, 38A, 71, 138, 152, 159, 179, 238, 278 690                                            |
| ∫                             | 30 | Budapest, Csepel, Szent Imre tér (érkező végállomás Halásztelek felől) | 35, 36, 38, 38A, 71, 138, 148, 151, 152, 159, 179, 238, 278 690                          |